# Bertram Neville Brockhouse
Bertram Neville Brockhouse (Lethbridge, 15 de julho de 1918 — Hamilton, 13 de outubro de 2003) foi um físico canadense. Recebeu o Nobel de Física de 1994, pelo desenvolvimento da espectroscopia de nêutrons.

## Carreira e pesquisa
De 1950 a 1962, Brockhouse realizou uma pesquisa em Chalk River Nuclear Laboratory do Atomic Energy of Canada. Aqui ele se juntou a P.K. Iyengar, que é tratado como o pai do programa nuclear da Índia.
Em 1962, ele se tornou professor da Universidade McMaster no Canadá, onde permaneceu até sua aposentadoria em 1984.